# Riku Helenius
Riku Helenius (ur. 1 marca 1988 w Pälkäne) – fiński hokeista, reprezentant Finlandii, trener.

## Kariera
- Ilves U16 (2002-2004)
- Ilves U18 (2004-2005)
- Ilves U20 (2005-2006)
- Suomi U20 (2005, 2007)
- Ilves (2005-2007)
- Seattle Thunderbirds (2007-2008)
- Tampa Bay Lightning (2009)
- Norfolk Admirals (2008-2010)
  -  Augusta Lynx (2008)
  -  Mississippi Sea Wolves (2009)
  -  Elmira Jackals (2009)
  -  Mississippi Sea Wolves (2009)
- Södertälje (2010-2011)
- JYP (2011-2012)
  -  JYP-Akatemia (2011)
- Syracuse Crunch (2012-2014)
- Florida Everblades (2014)
- Jokerit (2014-2017)
- KalPa (2017)
- Ilves (2017-)
- JYP (2019)
- Pelicans (2019)
- Dresdner Eislöwen (2020-2021)

Wychowanek klubu Ilves. W drafcie NHL z 2006 został wybrany przez Tampa Bay Lightning. W początkowym fazie kariery w seniorskiej rodzimej SM-liiga rozegrał jedynie dwa mecze, po czym w 2007 wyjechał do USA i przez rok grał w zespole Seattle Thunderbirds w kanadyjskich juniorskich rozgrywkach WHL (w ramach CHL). Następnie od 2008 przez dwa niepełne sezony grał w Norfolk Admirals w lidze AHL. W tym czasie 30 stycznia 2009 zadebiutował w barwach Tampa Bay Lightning w rozgrywkach NHL i był to jego jedyny jak dotąd mecz w tej lidze (na lodzie spędził w nim niespełna siedem minut gry). W styczniu 2010 został przekazany do szwedzkiego klubu Södertälje i grał w nim do końca trwającego sezonu oraz cały 2010/2011. Następnie w maju 2011 trafił do ojczyzny do zespołu JYP i rozegrał z nim sezon SM-liiga (2011/2012) zostając najlepszym bramkarzem. Potem powrócił do USA i jego główny klub z Tampy, przekazał go do Syracuse Crunch, zespołu farmerskiego w lidze AHL. Występował w nim w sezonie 2012/2013 i 2013/2014. Pod koniec lutego 2014 został zwolniony z kontraktu przez Tampę. Od kwietnia 2014 zawodnik klubu Jokerit. Odszedł z klubu po sezonie 2016/2017. Od września 2017 w klubie KalPa, a pod koniec października 2017 powrócił do Ilves. W czerwcu 2019 przeszedł do JYP, a od listopada 2019 do stycznia 2020 był graczem Pelicans na zasadzie kontraktu próbnego. W styczniu 2020 przeszedł do Dresdner Eislöwen. W lipcu 2020 przedłużył kontrakt. W kwietniu 2021 opuścił klub.
Na początku sierpnia 2021 ogłoszono zakończenie przez niego kariery zawodniczej i objęcie stanowiska trenera rozwoju młodszych bramkarzy w klubie Jokerit.

## Sukcesy
Reprezentacyjne
- Srebrny medal mistrzostw świata juniorów do lat 18: 2006

Klubowe
- Złoty medal mistrzostw Finlandii: 2012 z JYP
- Mistrzostwo dywizji AHL: 2013 z Syracuse Crunch
- Frank Mathers Trophy: 2013 z Syracuse Crunch

Indywidualne
- Mistrzostwa świata do lat 18 w 2006:
  - Najlepszy bramkarz turnieju
- CHL 2007/2008:
  - Najlepszy bramkarz tygodnia (5 lutego 2008)
- SM-liiga (2011/2012):
  - Pierwsze miejsce w klasyfikacji średniej goli straconych na mecz: 1,64
  - Najlepszy bramkarz sezonu (Trofeum Urpo Ylönena)
  - Skład gwiazd sezonu
- AHL 2012/2013:
  - Najlepszy zawodnik tygodnia (17 lutego 2013)